# Andreas Poppe
Andreas Poppe (* in Mühlhausen) ist ein deutscher Theaterwissenschaftler, Dramaturg, Theaterregisseur und Schauspiellehrer.

## Leben und Wirken
Andreas Poppe studierte von 1980 bis 1982 Medizin an der Universität Leipzig und wechselte dann zum Theater, wo er bis 1985 als Regie- und Dramaturgieassistent am Theater Quedlinburg arbeitete.
Von 1985 bis 1989 studierte er Theaterwissenschaft an der Theaterhochschule Leipzig.  Danach ging er 1989/90 als Schauspieldramaturg an das Mecklenburgische Staatstheater Schwerin. Von 1993 bis 1996 lehrte Poppe als Dozent für Aufführungsanalyse, Schauspieltheorie und Schauspiel an der Hochschule für Musik und Theater Leipzig. Aus dieser Zeit stammen seine ersten Veröffentlichungen, u. a. in der Fachzeitschrift Theater der Zeit.
Ab 1996 arbeitete er freischaffend als Dramaturg und Regisseur in Deutschland, u. a. an der Württembergischen Landesbühne Esslingen, am Theater Altenburg und am Theaterdiscounter Berlin. Er arbeitete auch in Belgien, Dänemark, Portugal und Rumänien, dort am Deutschen Staatstheater Timisoara. Hier inszenierte Poppe u. a. 1996 ein Brecht-Programm und 1997 den Urfaust von Goethe.
2006 übernahm er die Dramaturgie bei Astrid Griesbachs Inszenierung von Liebe und Anarchie nach dem gleichnamigen Film von Lina Wertmüller, die im Kosmos Theater in Wien und im Theaterdiscounter Berlin aufgeführt wurde.
2006 gründete Poppe mit dem Schauspieler Stephan Richter in Berlin die Schauspielschule art of acting, die er bis zur Einstellung des Schulbetriebs Ende August 2016 leitete. Mit Studierenden inszenierte er in der Brotfabrik (Berlin) und auf der art of acting-Studio-Bühne u. a. Bezahlt wird nicht! von Dario Fo (2008), Der Geizige von Moliere (2009), Ganze Tage - ganze Nächte von Xavier Durringer (2010), Onkel Wanja von Tschechow (2011) und König Ubu von Alfred Jarry (2012). Daneben unterrichtete er mit einem Lehrauftrag an der Hochschule für Schauspielkunst „Ernst Busch“ Berlin.
Andreas Poppe gilt als Experte für die Schauspielmethodik von Konstantin Sergejewitsch Stanislawski. So publizierte der Verlag E. A. Seemann im Jahre 2013 das erstmals 1950 erschienene Buch Stanislawski bei der Probe des Stanislawski-Schülers Wassili Toporkow, das heute noch in Theaterkreisen als „Schauspiel-Bibel“ gehandelt wird, in einer von Poppe mit einem einführenden Essay versehenen und überarbeiteten Neuauflage.
Poppe ist zudem Heilpraktiker für Psychotherapie und Autor. Er veröffentlichte bei Neopubli mehrere Bücher.

## Publikationen (Auswahl)
- Die entzauberte Angst, epubli, Berlin 2017, ISBN 978-3-7450-8797-0.
- Das Licht am Ende der Depression: Kunst trifft Therapie, epubli, Berlin 2023, ISBN 978-3-7575-8161-9.
- Inspirationen für den Schauspielunterricht, Teil I: Schauspieltheorie, Didaktik und Methodik, epubli, Berlin 2017, ISBN 978-3-7584-4118-9-
- Inspirationen für den Schauspielunterricht, Teil II: Grundlagen- und szenische Arbeit, epubli, Berlin 2024, ISBN 978-3-7584-5458-5.
- Inspirationen für den Schauspielunterricht, Teil III: Exkurse, epubli, Berlin 2024, ISBN 978-3-7598-2621-3-